# Christoph Silber

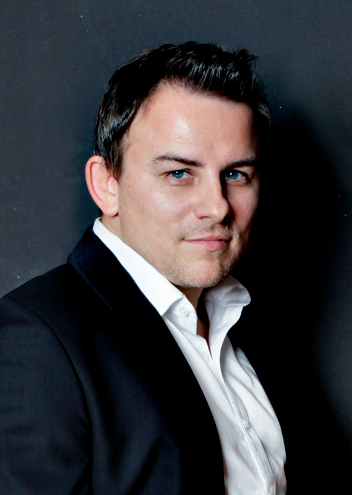
Christoph Silber (2014)

Christoph „Chris“ Silber (* 26. April 1971 in Berlin als Christoph Schuenke) ist ein deutscher Autor und Filmemacher, der in den USA lebt. Neben seiner Arbeit an deutsch- und englischsprachigen Publikationen und Drehbüchern ist er auch als Produzent und Regisseur tätig.

## Leben
Christoph Silber verbrachte seine jungen Jahre in Berlin. Er wuchs zweisprachig auf. Seine Mutter, Christa Schuenke, ist eine deutsche Philosophin und Literaturübersetzerin, sein Ziehvater Maik Hamburger war ein englisch-deutscher Theaterdramaturg und Shakespeare-Übersetzer.
Silber arbeitete als Musiker, Übersetzer und freier Journalist. Er übersetzte amerikanische Bücher über Film und Drehbücher für deutsche Buchverlage, u. a. Quentin Tarantinos Pulp Fiction. 1995 schrieb er für das Wiener Burgtheater eine Adaption von Giacomo Puccinis Tosca für die Sprechbühne. Dies führte zu weiteren Arbeiten fürs Theater und Kontakten ins Filmgeschäft.
Silber lebt seit Anfang 2008 überwiegend in den USA, dem Heimatland seiner 2013 verstorbenen Frau. Gemeinsam mit dem New Yorker Filmemacher Stefan Schaefer schrieb und produzierte Silber 2010 den Film My Last Day Without You mit Nicole Beharie und Ken Duken. 2012 zog er nach Los Angeles, wo er als freier Drehbuchautor und Filmemacher wirkte und zeitweise als Adjunct Professor für Drehbuch an der La Sierra University fungierte.
Silber war an der Entstehung von Filmen wie Good Bye, Lenin! (2003), Nordwand (2008) und Ich bin dann mal weg (2015) beteiligt und wirkte an Kinoproduktionen für junge Zuschauer wie Teufelskicker und den Hanni-&-Nanni-Filmen mit.
2021 arbeitete Silber erneut für die Bühne. Das gemeinsam mit dem Komponisten Alex Geringas konzipierte, auf dem gleichnamigen Film basierende Musical Knockin On Heaven's Door, wurde 2021 in Deutschland aufgeführt. Es erhielt drei Nominierungen für den Deutschen Musical Theater Preis 2022, u. a. auch für Silber in der Kategorie „Beste Songtexte“.
Die Trauererfahrung seiner Familie nach dem Verlust seiner verstorbenen Frau verarbeitete Silber in seinem 2022 beim 360 Grad Verlag veröffentlichten und von Annabelle von Sperber illustrierten Kinderbuch Die Wolke unterm Dach.
Zwischen 2019 und 2022 war Silber als Co-Creator und Chefautor maßgeblich an der Entstehung der Serie Sam – Ein Sachse beteiligt.
Im Februar 2022 heiratete Silber die amerikanische Schauspielerin und Autorin Tracey Graves und zog mit seiner Familie nach Atlanta.

## Filmografie

### Kino
- 2001: Brooklyn Bridge (Drehbuchautor)
- 2001: Julietta (Drehbuchautor)
- 2003: Good Bye, Lenin! (Mitarbeit am Drehbuch)
- 2004: The Ring Thing (auch Co-Produzent)
- 2006: Eiswind (Kurzfilm, auch Regie)
- 2006: Pilots (Drehbuchautor)
- 2007: Arranged (Drehbuchberater)
- 2007: Mrs. Ratcliffe’s Revolution (Drehbuchberater)
- 2008: Die Tränen meiner Mutter (Drehbuchautor)
- 2009: Der Albaner (Drehbuchautor)
- 2009: Nordwand (Drehbuchautor)
- 2010: Teufelskicker (Drehbuchautor)
- 2010: Goethe! (Drehbuchberater)
- 2011: My Last Day Without You (auch Produzent)
- 2012: Hanni & Nanni 2 (Drehbuchautor)
- 2013: Hanni & Nanni 3 (Drehbuchautor)
- 2014: Banklady (Drehbuchautor)
- 2015: Azure (Kurzfilm, auch Regie)
- 2015: Die Trapp Familie – Ein Leben für die Musik (Drehbuchautor)
- 2015: Ich bin dann mal weg (Drehbuchautor)
- 2021: Wolke Unterm Dach (Autor, Story)

### Fernsehen
- 1999: Liebe ist stärker als der Tod
- 2000: Trivial Pursuit
- 2003: Meine Schönsten Jahre  (TV-Serie, diverse Folgen; Chefautor)
- 2006–2015: Tatort
  - 2006: Schattenspiele
  - 2007: Investigativ
  - 2008: Auf der Sonnenseite
  - 2009: Schweinegeld
  - 2011: Zwischen den Ohren
  - 2015: Schwanensee
- 2007–2010: Der Kriminalist (TV-Reihe, diverse Folgen; Chefautor)
- 2009: Pretty Mama (Idee)
- 2010: Liebe ist nur ein Wort
- 2011: Das Mädchen auf dem Meeresgrund
- 2012: Das Wunder von Kärnten
- 2012: Nicht mit mir, Liebling
- 2013: Wer liebt, lässt los
- 2014: Die Deutschlehrerin
- 2015: Die Wallensteins – Dresdner Dämonen
- 2015: Die Neue
- 2015: Blauwasserleben
- 2015: Die Toten vom Bodensee – Familiengeheimnis
- 2017: Die Dasslers – Pioniere, Brüder und Rivalen
- 2017: Honigfrauen
- 2017: Tatort – Gott ist auch nur ein Mensch
- 2018: Frühling – Gute Väter, schlechte Väter
- 2019: Walpurgisnacht – Die Mädchen und der Tod
- 2022: Das Wunder von Kapstadt
- 2023: Sam – Ein Sachse
- 2023: Ein Regenbogen zu Weihnachten
- 2024: Perfect Match

## Preise und Nominierungen
- 2002: Brooklyn Film Festival, Bester Film für Julietta
- 2007: Brooklyn Film Festival, Bester Film für Arranged
- 2009: Preis der Deutschen Filmkritik, Bestes Drehbuch für Nordwand
- 2009: Goldene Kamera, Nominierung Bester Film für Tatort: Auf der Sonnenseite
- 2009: Civis-Medienpreis, Nominierung für Tatort: Auf der Sonnenseite
- 2009: Adolf-Grimme-Preis, Publikumspreis für Tatort: Auf der Sonnenseite
- 2011: Max-Ophüls-Preis, Bester Film für Der Albaner
- 2011: Brooklyn Film Festival, Bester Produzent für My Last Day Without You
- 2011: Hawaii Int’l Film Festival: AIFP-Ehrenpreis der Vilcek Foundation
- 2011: Hamburger Filmfest, Nominierung für den Produzentenpreis in der Sektion „16:9“ für Das Wunder von Kärnten
- 2012: Black Reel Awards: Bester Independentfilm für My Last Day Without You
- 2012: Black Reel Awards: Nominierung Bester Originalsong für My Last Day Without You
- 2012: Romy: Bestes Drehbuch TV-Film für Das Wunder von Kärnten
- 2012: Goldener Spatz: Bester Kinderfilm für Hanni & Nanni 2
- 2013: Adolf-Grimme-Preis: Nominierung für Das Wunder von Kärnten
- 2013: Montblanc Drehbuchpreis: Nominierung Banklady
- 2013: International Emmy: Bester TV-Film Das Wunder von Kärnten
- 2016: Filmfestival München: Bester TV-Film Die Dasslers
- 2022: Filmfest Hamburg: Bester TV-Film Das Wunder von Kapstadt
- 2022: Deutscher Musical Theater Preis: Nominierung Beste Songtexte Knockin On Heaven's Door
- 2024: Grimme-Preis: Gewinner Wettbewerb Fiktion Sam: Ein Sachse[4]